# Poesiomat (Olešná)
Poesiomat v Olešné u Stráže v okrese Tachov stojí na schodišti u vchodu do kostela svaté Anny.

## Historie
Poesiomat byl instalován v létě 2022 ve spolupráci se sdružením „Zachraň Annu z.s.“ a s jeho umístěním pomohl Česko-německý fond budoucnosti. Lze si poslechnout příběh kostela svaté Anny, jeho historii a lidí, kteří ho nechali v roce 1886 vybudovat.
Další poesiomaty v českém pohraničí jsou ve Šitboři, Vrchní Orlici, Prášilech, Horní Polici, Skocích a na kalvárii u Ostré.